# Parbig
Parbig (ros. Парбиг) – rzeka w azjatyckiej części Rosji, w obwodzie tomskim. W połączeniu z Bakczarem tworzą rzekę Czaję.
Długość – 320 km, powierzchnia zlewni – 9180 km², średni roczny przepływ – 28,1 m³/s. Zasilanie mieszane, w większości śniegowe. Skuta lodem od połowy października do początku maja. Żeglowna w swym dolnym biegu.
Dopływy: Czaga, Dwojczaga, Wierchniaja Niursa – lewe i Andarma – prawy.
Miejscowości nad rzeką: Kiedrowka, Parbig (wieś), Ust-Bakczar.